# Pteropus tokudae
Espèce
Statut de conservation UICN

 EX  : Éteint
Répartition géographique
Pteroptus tokudae est une espèce éteinte de chauve-souris de la famille des Pteropodinae. Elle est communément appelée Little Marianas Fruit bat ou Guam flying fox en anglais.

## Habitat
Il n'existe aucune information concernant l'habitat de nidification, de couverture ou d'abri de Pteroptus tokudae. La dernière observation enregistrée de l'espèce a eu lieu en 1968, lorsque des chasseurs ont abattu une femelle dans une zone décrite comme une forêt de calcaire mature. Ce type de forêt se caractérise par une faible densité de plantes de petite taille et une canopée de 8 à 15 m de hauteur, avec des arbres émergents dispersés. Les espèces végétales communes dans ce type de forêt comprennent : Ficus prolix, Guamia mariannae, Cycas circinalis, Neisosperma oppositifolia, Mammea odorata, Macaranga thopsonii, Pisonia grandis, Artocarpus mariannensis, Eleaocarpus joga et Triphasia Institute.

## Description physique
Pteroptus tokudae a été découverte en 1931 lors d'une expédition à Guam et a été décrite par Tate en 1934. Dans sa description, Tate indique que Pteroptus tokudae mesure de 140 à 151 mm de longueur, a une envergure de 650 à 709 mm et un poids d'environ 152 g. Il note également que cette espèce est similaire à Pteropus insularis, une chauve-souris fruitière de Micronésie. Sont abdomen et ses ailes sont bruns à brun foncé avec peu de poils blanchâtres. Son manteau et les côtés de son cou sont brun à jaune clair doré. Le dessus de sa tête est grisâtre à brun jaunâtre et ses oreilles sont proéminentes. Sa gorge et son menton sont brun foncé.

## Nourriture
On ne sait que peu de choses sur le régime alimentaire de Pteroptus tokudae, mais un rapport de 1996 sur les espèces menacées d'extinction suggère que l'espèce se nourrissait probablement de fruits et de fleurs d'arbustes à feuilles persistantes typiques des forêts calcaires dans la partie nord de Guam.

## Extinction
Cette espèce s'est probablement éteinte à la suite de l'introduction d'espèces exotiques et de la dégradation de son habitat, mais également à une chasse excessive.